# Gråmalva
Gråmalva eller Poppelros (Lavatera thuringiaca) är en växtart i familjen malvaväxter. 
Gråmalva är flerårig, 0,5-1,25 hög och gråluden med ljusröda, ibland vita blommor. Den hör egentligen hemma i medelhavsområdet men förekommer förvildad i Sverige upp till Mälaren. Den är vanlig trädgårdsväxt.